# شبکه هسته جی‌پی‌آراس
شبکه هسته GPRS (به انگلیسی: GPRS core network) بخش اصلی سرویس بسته امواج رادیویی (GPRS) است که به شبکه‌های تلفن همراه (مخابرات سیار) مانند 3G، 2G و WCDMA اجازه می‌دهد تا بسته‌های IP را به شبکه‌های خارجی مانند اینترنت انتقال دهند. سیستم GPRS بخشی یکپارچه از زیر سیستم تعویض شبکه GSM است. این شبکه مدیریت تحرک، مدیریت نشست و انتقال را برای خدمات بسته پروتکل اینترنت در شبکه‌های GSM و WCDMA فراهم می‌کند. شبکه اصلی همچنین پشتیبانی از عملکردهای دیگر مانند صدور صورت حساب و رهگیری قانونی را فراهم می‌کند. همچنین در یک مرحله پیشنهاد شد که از خدمات رادیویی بسته در سیستم D-AMPS TDMA پشتیبانی شود، اما در عمل، همه این شبکه‌ها به GSM تبدیل شده‌اند بنابراین این موضوع عملاً بی ربط شد. ماژول PRS یک سیستم با استانداردهای باز است و بدنه استانداردسازی 3GPP است.

## پروتکل تونل سازی GTP) GPRS)
پروتکل تونل سازی GPRS پروتکل مبتنی بر IP شبکه اصلی GPRS است. در اصل این پروتکل است که به کاربران نهایی یک شبکه GSM یا WCDMA اجازه می‌دهد تا در حالی که به اتصال به اینترنت ادامه می‌دهند از یک مکان در گره پشتیبانی (GGSN) از مکانی به مکان دیگر منتقل شوند. این کار را با حمل اطلاعات مشترک از SGSN به GGSN که در حال رسیدگی به نشست مشترکین است، انجام می‌شود. سه شکل از GTP توسط شبکه اصلی GPRS استفاده می‌شود.

## GTP-U
برای انتقال داده‌های کاربر در تونل‌های جدا شده برای هر مختوای پروتکل داده بسته (PDP)

## GTP-C
از جمله دلایل کنترل:
- تنظیمات و حذف محتوای PDP
- تأیید صحت دسترسی GSN
- به روز رسانی؛ به عنوان مثال، به عنوان مشترکین از یک SGSN به دیگری منتقل می‌شوند

## GTP
برای انتقال داده‌های شارژ به CHF) Charging Gateway Function)

## گره‌های پشتیبانی GSN) GPRS)
GSN یک گره شبکه است که با استفاده از GPRS از شبکه هسته GSM پشتیبانی می‌کند. همه GSNها باید یک رابط Gn داشته باشند و از پروتکل تونل سازی GPRS پشتیبانی کنند. دو نوع کلیدی از GSN وجود دارد، یعنی گره پشتیبانی خدمات (SGSN)و گره پشتیبانی GGSN) Gateway).

## گره پشتیبانی GGSN) Gateway)
گره پشتیبانی Gateway که GGSN) Gateway GPRS Support Node) هم نامیده می‌شود و برای برقراری ارتباط و انجام کنش‌های لازم با شبکه‌های خارجی راهگزین بسته‌های اطلاعات، بکار می‌رود و از طریق Backbone شبکه GPRS که بر اساس IP عمل می‌کند، به SGSN متصل می‌شود. واسط‌های Gi, Gp, Gn, Gb, Um مرتبط کننده عناصر مختلف شبکه GPRS می‌باشند که هم برای سیگنالینگ و هم برای انتقال دیتا بکار می‌روند. دیگر واسط‌های Gc, Gr, Gs مرتبط کننده SGSN وGGSN با BSS و HLR می‌باشند. گره پشتیبانی Gateway یکی از دو مؤلفه دامنه GPRS PS است. GGSN به همراه SGSN انتقال بسته‌های دسته ای بین شبکه GPRS و شبکه‌های بسته شده خارجی مانند اینترنت یا شبکه X.25 را انجام می‌دهند. از دید یک شبکه خارجی، GGSN یک مسیریاب (router) برای «زیر شبکه» است، زیرا GGSN زیرساخت GPRS را از شبکه خارجی «مخفی می‌کند». هنگامی که GGSN داده‌های مربوط به یک کاربر خاص را دریافت می‌کند، بررسی می‌کند که کاربر فعال است یا نه. اگر فعال بود، GGSN داده‌ها را برای خدمت به کاربر موبایل به SGSN منتقل می‌کند، اما اگر کاربر تلفن همراه غیرفعال باشد، داده‌ها دور انداخته می‌شوند. در جهت دیگر، بسته‌های مبدأ موبایل توسط GGSN به شبکه مناسب هدایت می‌شوند. GGSN به اصطلاح نقطه لنگر است که امکان تحرک ترمینال کاربر در شبکه‌های GPRS / UMTS را فراهم می‌کند. این مسیریابی را برای تونل کردن واحدهای داده پروتکل (PDU) به SGSN که به یک ایستگاه سیار خاص (MS) سرویس می‌دهند، ضروری می‌کند. GGSN بسته‌های GPRS حاصل از SGSN را به قالب پروتکل داده مناسب بسته (PDP) (مانند IP یا X.25) تبدیل می‌کند و آنها را در شبکه داده بسته مربوط ارسال می‌کند. در جهت دیگر، آدرسهای PDP بسته‌های ورودی به آدرس GSM کاربر مقصد تبدیل می‌شوند. بسته‌های آماده شده به SGSN که مسئول است ارسال می‌شوند. برای این منظور، GGSN آدرس SGSN فعلی کاربر و مشخصات وی را در رجیستر (ثبات) محلی خود ذخیره می‌کند. GGSN مسئولیت انتساب آدرس IP را بر عهده دارد و مسیریاب(router) پیش فرض، تجهیزات کاربر متصل (UE) است. GGSN همچنین عملکردهای تأیید و شارژ را نیز انجام می‌دهد. عملکردهای دیگر، مواردی مانند: غربالگری مشترکان، مدیریت استخرIP و نگاشت آدرس، اجرای زمینه کیفیت خدمات (QoS) و PDP را شامل می‌شود. با سناریو LTE، عملکرد GGSN به دروازه SAE منتقل می‌شود.

## گره پشتیبانی خدمات (SGSN)
گره پشتیبانی خدمات که SGSN) Serving GPRS support node) هم نامیده می‌شود برای GPRS معادل MSC است و عملیات سوئیچینگ را انجام می‌دهد. گره پشتیبانی خدمات گره ای است که در حال خدمت به MS/UE است. SGSN از GPRS و UMTS پشتیبانی می‌کند. SGSN موقعیت مکانی MS/UE را ردیابی می‌کند و عملکردهای امنیتی و کنترل دسترسی را انجام می‌دهد. SGSN از طریق رابط Iu یا Gb به سیستم ایستگاه پایه GERAN و از طریق رابط lu به UTRAN متصل می‌شود. SGSN مسئول تحویل بسته‌های داده از ایستگاه‌های تلفن همراه در منطقه خدمات جغرافیایی خود است. وظایف آن شامل مسیریابی و انتقال بسته‌ها، مدیریت تحرک (پیوست / جدا کردن و مدیریت موقعیت مکانی)، مدیریت پیوند منطقی و عملکردهای تأیید اعتبار و شارژ می‌باشد؛ و پروفایل کلیه کاربران GPRS ثبت شده در آن. رجیستر (ثبات) محلی SGSN اطلاعات مربوط به موقعیت مکانی و پروفایل کلیه کاربران GPRS ثبت شده در آن را ذخیره می‌کند.

## نقطه دسترسی
وسیله‌ای است در یک شبکه رایانه‌ای بی‌سیم که به دستگاه‌های مجهز به ارتباط بیسیم نظیر وای-فای، بلوتوث، یا سایر پروتکل‌های مرتبط اجازه می‌دهد تا به عضویت شبکه‌های بیسیم درآمده و با سایر دستگاه‌ها و شبکه‌های دیگر ارتباط برقرار کنند.
نقطه دسترسی می‌تواند موارد زیر باشد:
- یک شبکه IP که به آن تعدادی تلفن همراه می‌توانند وصل شونند
- مجموعه ای از تنظیمات که برای اتصال استفاده می‌شود
- یک گزینه خاص در مجموعه ای از تنظیمات در تلفن همراه

هنگامی که GPRS یک تلفن همراه محتوای PDP را تنظیم می‌کند، نقطه دسترسی انتخاب می‌شود. در این مرحله یک APN) Access Point Name) مشخص می‌شود.
مثال: aricenttechnologies.mnc012.mcc345.gprs
مثال: geocell
مثال: internet
مثال: hcl.cisco.ggsn
سپس این نقطه دسترسی برای یک شبکه خصوصی DNS در یک کوئری(DNS (Query استفاده می‌شود. این فرایند (به اصطلاح قطعنامه APN) سرانجام آدرسGGSN IP را می‌دهد که باید به نقطه دسترسی، سرویس بدهد. در این مرحله می‌توان محتوای PDP را فعال کرد.

## پروتکل بسته‌های داده (PDP)
محتوای پروتکل بسته داده (PDP) یک ساختمان داده است که به دستگاه اجازه می‌دهد داده‌ها را با استفاده از پروتکل اینترنت انتقال دهد. این شامل آدرس IP دستگاه، IMSI و پارامترهای اضافی برای هدایت صحیح داده‌ها به داخل و از طریق شبکه می‌شود. هنگامی که یک تلفن همراه می‌خواهد از GPRS استفاده کند، ابتدا باید یک پیوند PDP را پیوست کرده و سپس آن را فعال کند. هنگامی که یک تلفن همراه دارای یک اتصال داده یا محتوای چندرسانه فعال است، SGSN و GGSN اطلاعات محتوای PDP را برای آن تلفن همراه و نشست در اختیار دارند. هنگامی که تلفن همراه سعی در برقراری ارتباط با یک آدرس در یک شبکه خارجی، یا با یک آدرسIP یا X.25 دارد، ایستگاه تلفن همراه آن تلفن به آن متصل می‌شود تا یک محتوای PDP را از طریق SGSN و GGSN به آدرس انتهایی منتقل کند. قبل از ارسال هرگونه ترافیک، ابتدا باید محتوای PDP فعال شود.
داده‌های ثبت شده شامل:
- آدرس IP مشترک
- IMSI مشترک
- شناسه نقطه پایانی تونل مشترک (TEID) در GGSN
- شناسه نقطه پایانی تونل مشترک (TEID) در SGSN